# 玛利亚·埃奇沃思

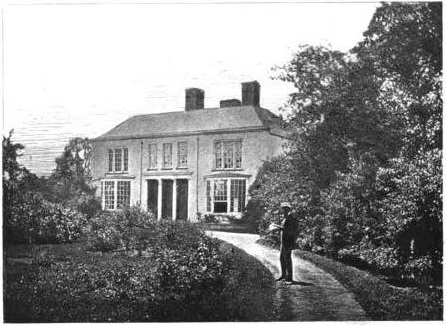
Edgeworthstown House

玛利亚·埃奇沃思（Maria Edgeworth 1768年1月1日—1849年5月22日）是一名英国-爱尔兰作家，她是欧洲早期现实主义儿童文学作家之一，但也创作成人文学作品。

## 生平
她出生于英格兰牛津郡黑博尔顿，是理查德·洛弗尔·埃奇沃思和安娜·玛利亚·埃奇沃思（Anna Maria Edgeworth，原姓Elers，1743–1773）的第二个孩子。她的童年和母亲一起在赫特福德郡伯克翰斯德的庄园（即Edgeworth House）里度过。其母在1773年去世，父亲续弦娶霍诺拉·斯尼德为妻。玛利亚在1775年进入德比的一所女子学校读书，1780年霍诺拉去世，父亲再娶霍诺拉的姐妹伊丽莎白为妻。玛利亚转学至伦敦，1781年差点因眼睛感染而失明。她14岁回家照顾弟弟妹妹，由父亲教授法律、经济、政治、科学、文学知识，并开始和伯明翰月光社的学者们来往。
她逐渐成为爱尔兰埃奇沃思镇家族地产的管理人，业余开始写作，与凯瑟琳·韦尔兹利、莫伊拉伯爵夫人伊丽莎白·罗登等社会名流有来往。
1798年，父亲娶弗朗西斯·安妮（Frances Anne）为妻。1800年开始，全家前往英格兰各地旅游，后又前往欧洲大陆，游历比利时、法国，直到1803年才回到家乡。她又开始文学创作，写成《The Absentee》、《Ormond》等爱尔兰小说。她在当时是非常有名的作家，可以和简·奥斯汀及沃尔特·司各特相提并论，她的收入甚至一度比他们还多。
1813年，她再次前往伦敦，结识拜伦和汉弗里·戴维，随后又和沃尔特·司各特成为好友，司各特的小说《威弗利》受她影响很大。1823年，她前往阿博茨福德庄园拜访司各特，司各特为她介绍了周边风景。次年，司各特回访。

### 晚年

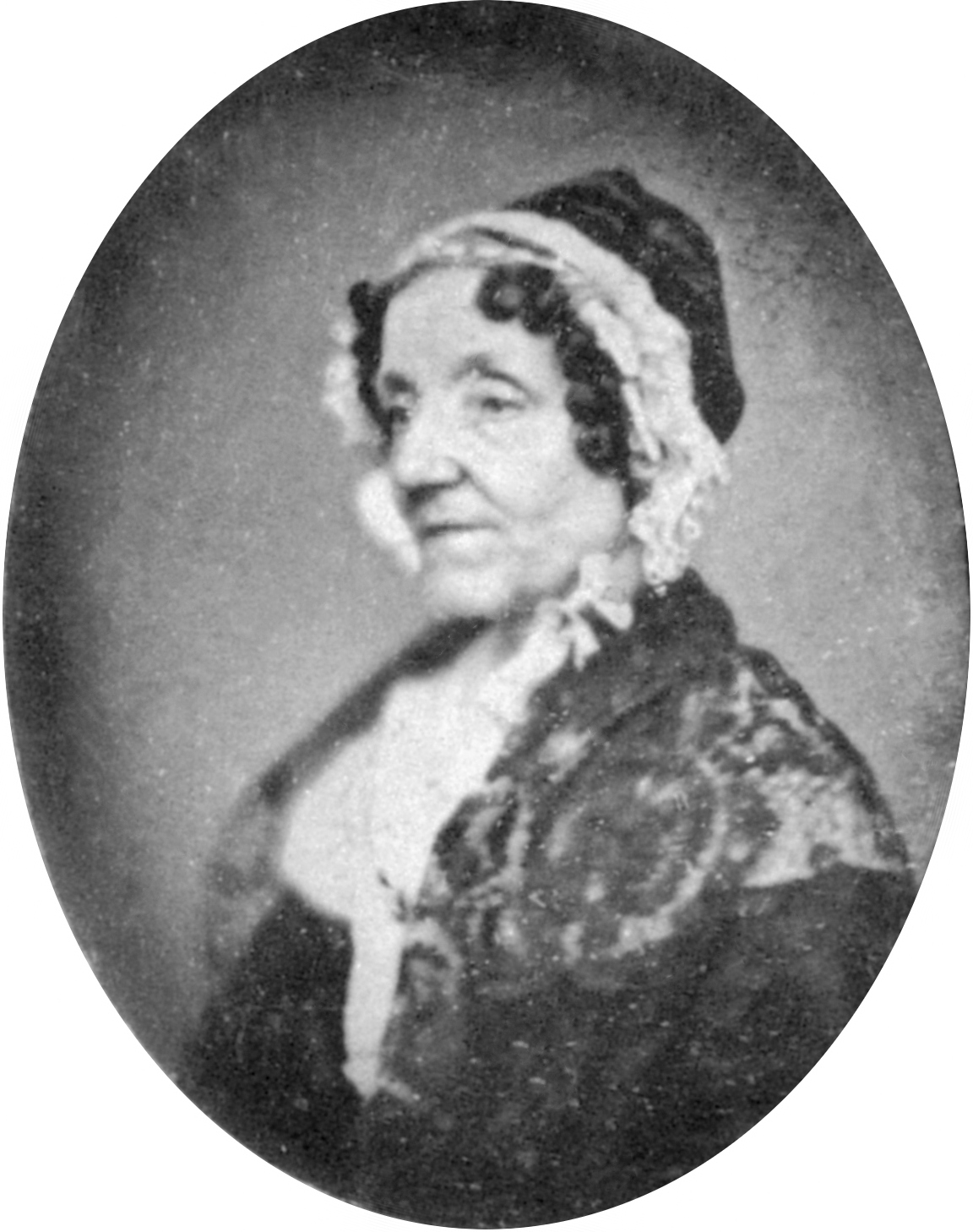
1841年像

她曾和经济学家大卫·李嘉图探讨经济学，受后者影响，她开始在埃奇沃思镇推行科学的农业技术，以提升亩产、降低价格，并致力于提高当地穷人的生活水平。作为天主教解放的支持者，她还尝试过不计教派地向村里的孩子提供教育机会。爱尔兰大饥荒发生时，她也致力于赈灾，其作品《Orlandino》就是为了筹备赈灾款而作。
威廉·哈密顿当选皇家爱尔兰学院院长之后，玛利亚是他的文学顾问，推动女性参与学院事务。1837年，哈密顿选她为荣誉院士。
1849年5月22日，玛利亚突发心脏病去世。

### 在线阅读
- Maria Edgeworth的作品  - 古騰堡計劃
- Maria Edgeworth  - 古滕堡分布式校对（加拿大）
- 互联网档案馆中玛利亚·埃奇沃思的作品或与之相关的作品
- 來自玛利亚·埃奇沃思的LibriVox公共領域有聲讀物
- . eBooks@Adelaide. University of Adelaide. 2014  [31 March 2015]. （原始内容存档于2015-03-17）.